# رايموند فلويد
رايموند فلويد (بالإنجليزية: Raymond Floyd)‏ هو لاعب غولف أمريكي، ولد في 4 سبتمبر 1942 في فورت براغ ‏ في الولايات المتحدة.

## وصلات خارجية
- رايموند فلويد على موقع رابطة لاعبي الغولف المحترفين (الإنجليزية)
- رايموند فلويد على موقع رابطة اليابان للاعبي الغولف المحترفين (الإنجليزية)
- رايموند فلويد على موقع التصنيف العالمي الرسمي للغولف (الإنجليزية)
- رايموند فلويد على موقع قاعة فلوريدا للمشاهير الرياضية (الإنجليزية)
- رايموند فلويد على موقع قاعة كارولاينا الشمالية للمشاهير الرياضية (الإنجليزية)
- رايموند فلويد على موقع إن إن دي بي (الإنجليزية)